# Stephen Lang
Stephen Lang (ur. 11 lipca 1952 w Nowym Jorku) – amerykański aktor filmowy, teatralny i telewizyjny, dramaturg. Ma na swoim koncie role w filmach takich jak Łowca (1986), Gettysburg (1993), Tombstone (1993), Generałowie (2003), Wrogowie publiczni (2009) i Nie oddychaj (2016). Swoją karierę zapoczątkował na Broadwayu. W 1992 otrzymał nominację do Tony Award za rolę Lou w broadwayowskiej produkcji The Speed of Darkness. W 2010 zdobył Nagrodę Saturna w kategorii najlepszy aktor drugoplanowy za rolę pułkownika Milesa Quaritcha w filmie Jamesa Camerona Avatar (2009). W latach 2004–2006 był dyrektorem artystycznym  Actor’s Studio.

## Filmografia

### Filmy
- 1985: Śmierć komiwojażera (Death of a Salesman, TV) jako Harold Loman
- 1985: Dwa razy w życiu (Twice in a Lifetime) jako Keith
- 1986: Łowca (Manhunter) jako Freddy Lounds
- 1989: Piekielny Brooklyn (Last Exit to Brooklyn) jako Harry Black
- 1991: Sobowtór (Another You) jako Rupert Dibbs
- 1992: Odzyskać siebie (Taking Back My Life: The Nancy Ziegenmeyer Story, TV) jako Steven Ziegenmeyer
- 1993: Adwokat diabła (Guilty as Sin) jako Phil Garson
- 1993: Gettysburg jako major generał George E. Pickett
- 1993: Tombstone jako Ike Clanton
- 1995: Niezwykłe przygody małej pandy (The Amazing Panda Adventure) jako dr Michael Tyler
- 1997: W morzu ognia (Fire Down Below) jako Earl Kellogg
- 2002: D-Tox jako Jack Bennett
- 2003: Moje ja (The I Inside) jako pan Travitt
- 2003: Generałowie (Gods and Generals) jako generał Thomas „Stonewall” Jackson
- 2007: Save Me jako Ted
- 2009: Wrogowie publiczni (Public Enemies) jako Charles Winstead
- 2009: Avatar jako pułkownik Miles Quaritch
- 2009: Człowiek, który gapił się na kozy (The Men Who Stare at Goats) jako generał Hopgood
- 2011: Conan Barbarzyńca 3D (Conan the Barbarian 3D) jako Khalar Zym
- 2013: Martwy policjant (Officer Down) jako porucznik Jake „Lieu” LaRussa
- 2013: Pod dnem (Pionér) jako Ferris
- 2014: Gang Wiewióra (The Nut Job) jako Król (głos)
- 2016: Nie oddychaj (Don't Breathe) jako Ślepiec
- 2017: Hostiles jako pułkownik Abraham Biggs
- 2018: Zabójcze maszyny (Mortal Engines) jako Shrike
- 2021: Nie oddychaj 2 (Don't Breathe 2) jako Ślepiec
- 2022: Avatar: Istota wody (Avatar: The Way of Water) jako Quaritch

### Seriale
- 1986-1988: Crime Story jako David Abrams
- 1989: McCall (The Equalizer) jako Joseph Morrison
- 1995: Bajer z Bel-Air jako kryminalista Gun Shooter
- 2002: Nie ma sprawy (Ed) jako Jack Foster
- 2003: Prawo i porządek: sekcja specjalna (Law & Order: Special Victims Unit) jako Michael Baxter
- 2005: Prawo i porządek (Law & Order) jako Terry Dorn
- 2009: Prawo i porządek: Zbrodniczy zamiar (Law & Order: Criminal Intent) jako Axel Kaspers
- 2009: Świry (Psych) jako pan Salamatchla
- 2011: Terra Nova jako komandor Nathaniel Taylor
- 2014–2015: Salem jako Increase Mather
- 2015-2019: Kraina bezprawia (Into the Badlands)jako Waldo
- 2019: Rekrut (The Rookie) jako szef Williams

### Gry komputerowe
- 2013: Call of Duty: Ghosts jako Elias Walker (głos)